# هله‌روپ

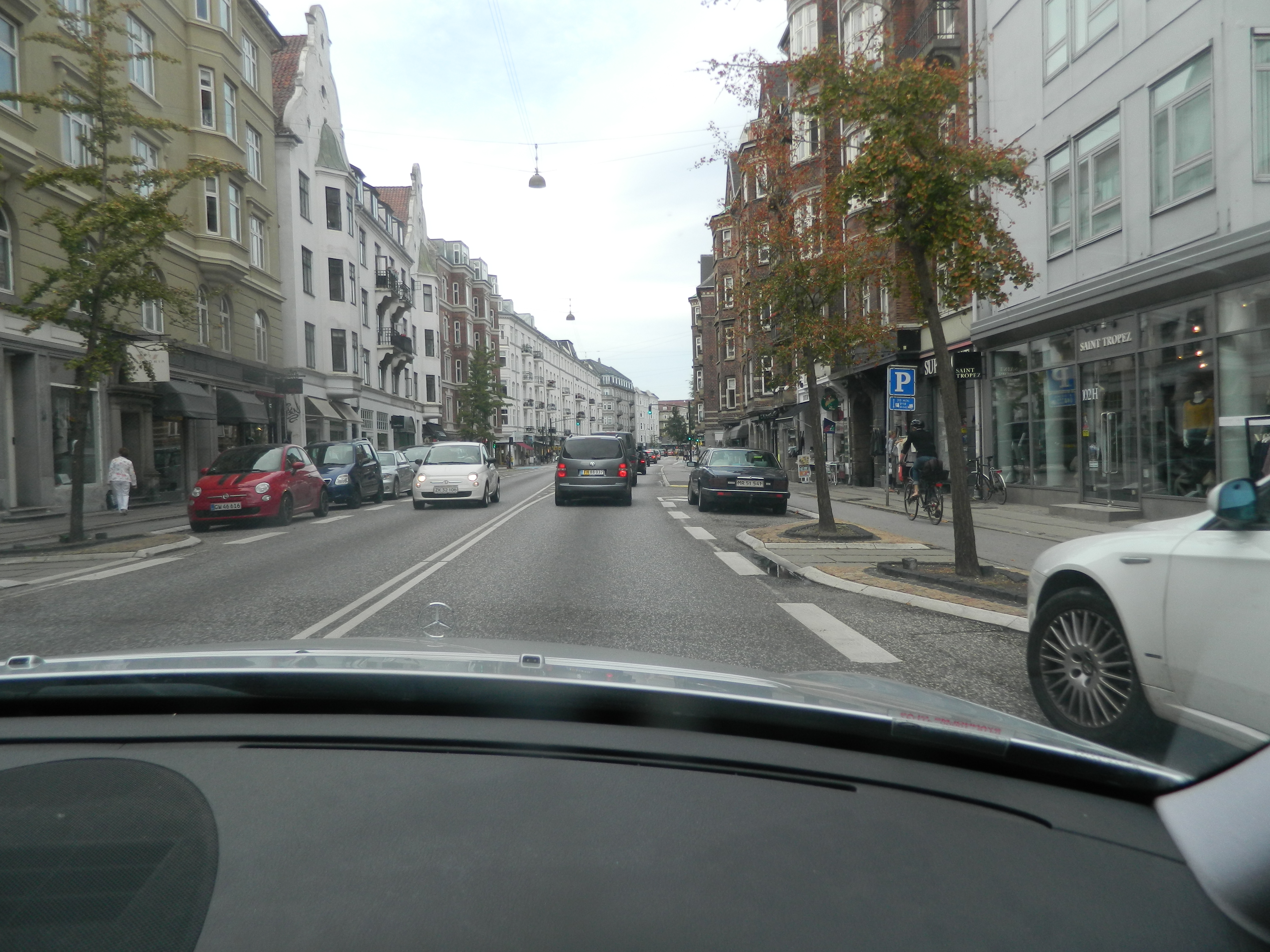
خیابان اِسترانواین از سمت ناحیهٔ هله‌روپ در شمال شهر کپنهاگ

هله‌روپ (دانمارکی: Hellerup؛ ‏تلفظ دانمارکی: [ˈhelˀəʁɔp]) ناحیه‌ای در کمون گنتافته و در حومهٔ شهر کپنهاگ در دانمارک است. مسکونی‌ترین بخش این ناحیه، در مرکز اِسترانواین واقع است که از جنوب به تنگه اورسوند محدود شده‌است. تسهیلات جدید کارخانه آبجوسازی توبورگ، یک مارینا و ستاد مرکزی چندین شرکت بزرگ، همگی در ناحیهٔ هله‌روپ واقع شده‌است. در بقیهٔ نقاط هله‌روپ نیز، خانه‌های مستقل خانواده‌ها را می‌توان یافت.
هله‌روپ در حدود ۵۱۵ هکتار مساحت دارد که ۲۰٪ از مساحتِ کمون را شامل می‌شود.
چهار فرزند فردریک، ولیعهد دانمارک و مری، شاهدخت دانمارک به مدرسهٔ ترانگارد در این ناحیه رفتند.

## افراد مشهور
- فردریک سودرینگ نقاش دانمارکی
- لیسبت لونکوئیست بازیگر
- استینه فیشر کریستنسن بازیگر
- لئونورا خواننده
- هنس بیئوم بازیکن هاکی در بازی‌های المپیک تابستانی ۱۹۲۰
- توربن پیچنیک فوتبالیست دانمارکی